# روان العامر
روان العامر، ممثلة سعودية ولدت في الرياض شاركت في العديد من المسلسلات التلفزيونية، بدأ مشوارها الفني عام 2008 من خلال طاش 16، واصلت مشوارها بالمشاركة في العديد من المسلسلات.

## أعمالها

### في التلفزيون (مسلسلات):[1]
- طاش ما طاش 16 و17 و 18.
- هوامير الصحراء.
- الخادمة.
- مزحة برزحة
- بيني وبينك
- نساء من زجاج
- من الآخر
- عيال حارتنا.
- سكتم بكتم
- شيكات
- غشمشم
- قووول في الثمانيات.
- عائلة الدكتور سعود [3]
- أهل البلد.
- حربش بربش
- حوسة وخبصة [4]
- جرذان الصحراء [5]
- سناب شاف [6]
- زواج آخر موديل [7]
- العاصوف 1 و 2 [8]

### في المسرح
- بنات أوف لاين [9][10]

## روابط خارجية
- روان العامر على موقع IMDb (الإنجليزية)
- روان العامر على موقع قاعدة بيانات الأفلام العربية